# Benznidazol
A benznidazol a Chagas betegség elleni szer. A Chagas betegség a Trypanosoma cruzi nevű protozoon által okozott agyhártyagyulladás. A benznidazol a kórokozó fehérje- és RNS-szintézisét gátolja, ezáltal az elpusztul.

## Készítmények[3]
- Radanil
- Ragonil
- Rochagan

Magyarországon nincs forgalomban benznidazol-tartalmú készítmény.